# Lailly-en-Val

Lailly-en-Val este o comună în departamentul Loiret din centrul Franței. În 1 ianuarie 2022 avea o populație de 3.100 de locuitori.